# Luchum Tschchwimiani
Luchum Tschchwimiani (georgisch ლუხუმ ჩხვიმიანი; * 3. Mai 1993) ist ein georgischer Judoka. 2019 war er Europa- und Weltmeister.

## Sportliche Karriere
Luchum Tschchwimiani war 2009 Dritter der U17-Europameisterschaften in der Gewichtsklasse bis 55 Kilogramm. Seit 2012 kämpft er im Superleichtgewicht bis 60 Kilogramm, der leichtesten Gewichtsklasse der Erwachsenen. 2013 war er Fünfter der Junioreneuropameisterschaften. Im gleichen Jahr gewann er seinen ersten georgischen Meistertitel. 2015 belegte er bei den georgischen Meisterschaften den zweiten Platz hinter Amiran Papinaschwili. 2016 gewann er vor Papinaschwili. Bei den Europameisterschaften 2017 in Warschau unterlag er im Halbfinale dem Russen Robert Mschwidobadse, den Kampf um Bronze verlor er gegen den Spanier Francisco Garrigós. Ende 2017 gewann er seinen dritten georgischen Meistertitel.
Bei den Europameisterschaften 2018 in Tel Aviv unterlag Luchum Tschchwimiani in seinem Auftaktkampf dem Russen Beslan Mudranow. Fünf Monate später bei den Weltmeisterschaften in Baku unterlag er in seinem zweiten Kampf dem Japaner Ryūju Nagayama. 2019 fanden die Europameisterschaften im Rahmen der Europaspiele 2019 in Minsk statt. Tschchwimiani bezwang im Halbfinale den Franzosen Walide Khyar und im Finale Francisco Garrigós. Zwei Monate später bei den Weltmeisterschaften in Tokio besiegte er Garrigós in seinem zweiten Kampf. Vier Kämpfe später bezwang er im Halbfinale Ryūju Nagayama, das Finale gewann er gegen den Usbeken Sharofiddin Lutfullayev. Bei den im Juli 2021 ausgetragenen Olympischen Spielen in Tokio unterlag er im Viertelfinale dem Japaner Naohisa Takato und belegte letztlich den siebten Platz.